# 5分前精神
5分前精神（ごふんまえせいしん）とは、旧大日本帝国海軍の伝統で、定刻の5分前には準備を終えておき、定刻と同時に作業を始められる状態にしようとする精神のこと。
元は出港時刻（係留を解く時刻）の5分前に、乗艦するためのタラップが離岸するので、出港時刻の5分前には必ず帰艦する規則があったことによる。正当な理由無く5分前に帰艦しなかった場合（後発航期）は海軍刑法第73条－第77条により、敵前逃亡と同等とされ死刑が規定されていた。
挙手の礼や帽振れ、5分前精神と共に海上自衛隊へ受け継がれている。
海上保安庁でも5分前精神の徹底が海上保安大学校で訓練される。
民間でも練習船などで5分前行動の教育が行われている。
航空自衛隊では、滞空時間に制限がある航空機の性質から「定時・定点・必達」すなわち、「定められた時間に定められた場所に必ず到達する」を基本精神としている。
また、5分前行動の習慣は現在の日本でも根強く残っており、教育現場ではマナーとして教えられると共に、ビジネスマナーとしても広く普及している。
プロ野球の読売ジャイアンツでも、「10分前集合が基本」や「30分前が本当の集合時間」といった考えがある。